# Qingshui, Peking
Qingshui (kinesiska: 清水, 清水镇) är en köping i Kina. Den ligger i Mentougou i storstadsområdet Peking, i den norra delen av landet, omkring 68 kilometer väster om stadskärnan. Antalet invånare är 7 906. Befolkningen består av 3 727 kvinnor och 4 179 män. Barn under 15 år utgör 9,0 %, vuxna 15-64 år 74 %, och äldre över 65 år 15,0 %.